# Žumberak-Gebirge
Der Žumberak (kroatisch; bzw. slowenisch Gorjanci), deutsch Sichelgebirge oder Uskokengebirge, ist eine Hügel- bzw. Berglandschaft im Grenzgebiet zwischen dem südöstlichen Slowenien und dem nordwestlichen Kroatien. Der kroatische (auch Žumberačka Gora) und der deutsche Name leiten sich von der Burganlage und der gleichnamigen Ortschaft Žumberak (Sichelburg) ab. Die slowenische Bezeichnung Gorjanci stammt vom Wort für Bergbewohner.

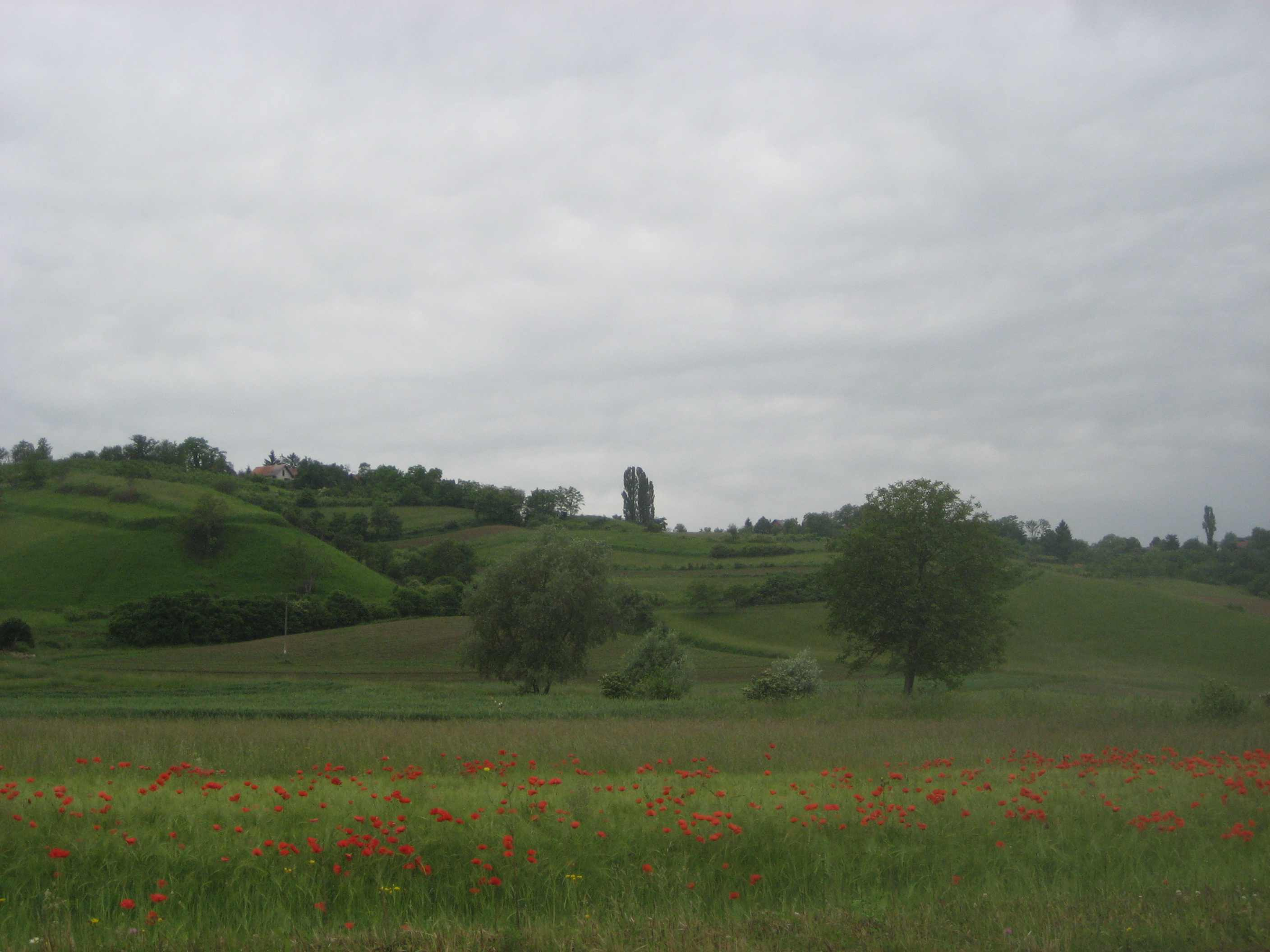
Žumberak auf kroatischer Seite nahe Krašić

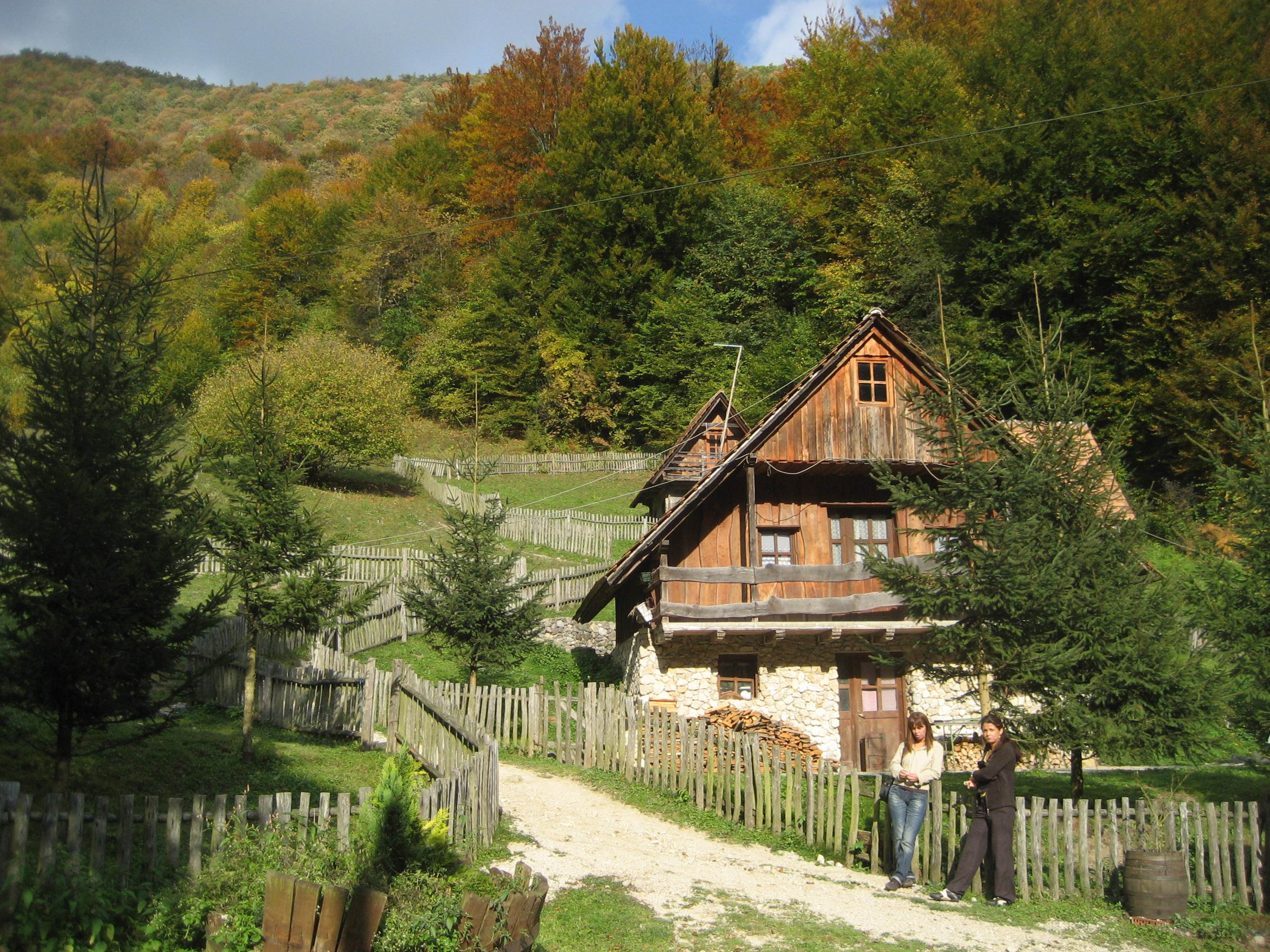
Ökodorf Žumberak

## Lage
Der sanfte Mittelgebirgszug befindet sich etwa 40 km westlich von Zagreb und 70 km südöstlich von Ljubljana. Er erstreckt sich entlang der slowenisch-kroatischen Grenze von Südwest nach Nordost.
Der kroatische Teil des Žumberak gehört im Wesentlichen zur Gespanschaft Zagreb, lediglich im Westen hat die Gespanschaft Karlovac Anteil am Bergland. Der slowenische Teil gehört zu den Regionen Posavska (Savetal) im Osten und Jugovzhodna Slovenija (Südost-Slowenien) im Westen des Berglands.
Nördlich des Höhenzuges verläuft das slowenische Tal des Flusses Krka von der Stadt Novo mesto im Westen bis zu dessen Mündung in die Save bei Brežice. Die Ausläufer im Osten reichen etwa bis zur kroatischen Stadt Samobor, jenseits der Save findet das Gebirge in der Medvednica seine östliche Fortsetzung. Im kroatischen Süden begrenzen die Städte Samobor, Ozalj und Jastrebarsko das Bergland. Im Westen reichen die Gorjanci bis zur Linie Novo mesto – Črnomelj, wo ein schmaler Höhenzug (bis 850 m) nördlich von Semič in das Karstplateau des Kočevski Rog (Hornwalds) übergeht. Bedeutende Stadt im Südwesten ist das slowenische Metlika.

## Landschaft
Geografisch und geologisch ist Žumberak/Gorjanci ein ausgeprägtes Karstgebiet mit entsprechender Vegetation. Dieses wird durch Höhlen, Klüfte und Karstflüsse gekennzeichnet. Die dortigen Wälder sind überwiegend mit Buchen und Kastanien bewaldet.
Die höchste Erhebung des Gebirges mit 1178 m. i. J. befindet sich auf der Grenzlinie und heißt auf Kroatisch Sveta Gera, auf Slowenisch Trdinov vrh (1923 benannt nach dem Dichter Janez Trdina). Auf dem höchsten Gipfel steht ein 90 m hoher Sendeturm von Radio Televizija Slovenija und eine Station der slowenischen Funkamateure. Der Gipfel ist verhältnismäßig stark bewaldet und somit ist die Aussicht für Wanderer eingeschränkt. Grundsätzlich kann man aber weit in die slowenischen Regionen Dolenjska und Bela krajina blicken bzw. nach Novo mesto, Metlika und Zagreb sehen.

### Bergweiden
Bergweiden bzw. -wiesen stellen ca. 160 ha der Fläche der Gorjanci dar. Untersuchungen haben ergeben, dass sie im 15. Jahrhundert gerodet worden sind. Die Bergwiesen entstanden so, damit die Bauern Heu bzw. Weideflächen für ihr Vieh bekamen. Die Flächen werden mittlerweile aber kaum als Bergweiden benutzt. Die Bergwiesen zeichnen sich durch eine hohe biologische Vielfalt bzw. einem hohen Kräuteranteil aus. Bis zu 80 verschiedene Arten von Gewächsen findet man auf einem Quadratmeter Wiese. Unter anderem findet man hier: den Krainer Schöterich (slow. Kranjski šebenik, lat. Erysimum carniolicum), den Pannonischen Klee (slow.Panonska detelja, lat. Trifolium pannonicum), die Krainer Lilie (slow. Kranjska lilija, lat. Lilium carniolicum), die kroatische Kartäusernelke (slow. hrvaški klinček, lat. Dianthus giganteus subsp. croaticus), sowie neben verschiedenen Orchideenarten auch den Gelben Frauenschuh (slow. lepi čeveljc, lat. Cypripedium calceolus). Die Wiesen bilden auch den Lebensraum für verschiedene Schmetterlingsarten, Käfer und andere Insekten wie Heuschrecken und Tiere wie Spinnen, Vögel und andere. 
Aufgrund des Rückganges der landwirtschaftlichen Nutzung, aber leider auch durch Zerstörung durch Allradfahrzeugen, verringert ich die Fläche von Jahr zu Jahr immer mehr. Der Verein Gorjanske Košenice kümmert sich seit mehreren Jahren darum, dass die Weiden nicht zuwachsen, sondern erhalten bleiben. Die jährlich stattfindende Maht Ende Juni bzw. Anfang Juli wird subventioniert. Auf diese Weise wurden vor einem Jahrzehnt ca. 15 ha wieder in den ursprünglichen Zustand versetzt. Darüber hinaus organisiert der Verein aber auch Veranstaltungen wie das Herstellen von Holzkohle in Meilern auf dem Miklavž, Müllsammelaktionen oder Wanderungen.

## Geschichte
Der Höhenzug wurde schon zu Zeiten der Kelten und Römer besiedelt. Viele Ortschaften liegen auf einer Höhe von 400 m über dem Meeresspiegel. Die Besiedlung dieses Gebietes erfolgte durch Kroaten zwischen dem 7. und 8. Jahrhundert. Zunächst blieb es einen Teil Kroatiens. Seit der Gründung des Bistums Zagreb im Jahre 1094 unterstand dieses Gebiet der Gerichtsbarkeit des neuen Bistums. Durch den ungarischen König Andreas II. wurde es im 13. Jahrhundert in die slowenische Krain, mit den dazugehörenden Ortschaften von Metlika und Črnomelj, angeschlossen. Im 14. Jahrhundert kam es zu Gebietsstreitigkeiten zwischen dem Erzbistum Zagreb und dem Erzbistum Gorizia, das zum Patriarchat von Aquileja gehörte. Diesbezüglich verblieb dieses Gebiet kirchenrechtlich bis zum Jahr 1784 Teil des Patriarchats von Aquileja. Ab dem Jahr 1784 wurde das Gebiet erneut teilweise dem Erzbistum Zagreb angegliedert.

## Neuzeit
Infolge von Verwüstungen in den Türkenkriegen in der Mitte des 15. Jahrhunderts verloren das Gebiet des Žumberak sowie die angrenzende slowenische Bela Krajina einen großen Teil ihrer Bevölkerung. Um die Flucht der Landbevölkerung aufzuhalten, wurden durch die Habsburger Monarchie zum Schutz der neu entstandenen Militärgrenze erstmals im Jahre 1530 Uskoken angesiedelt. Diese Wehrbauern waren vor allem Kroaten aus den Gebieten Bosniens und der Herzegowina und verschiedene Volksgruppen orthodoxer Christen, zusammengefasst als Walachen, darunter auch Serben aus den osmanisch besetzten Gebieten der Balkanhalbinsel, die ab 1527 dorthin flohen. 1578 wurde der Žumberak eine Verwaltungseinheit des Kapitanats von Slunj und in die Kroatische Militärgrenze eingegliedert. Die Mehrheit der Bevölkerung in diesem Gebiet ist bis heute konfessionell griechisch-katholisch und gehört kirchenrechtlich dem Bistum Križevci an. Die älteste griechisch-katholische Gemeinde im Žumberak, St. Nikolaus, befindet sich in der Ortschaft Badovinci und wurde im Jahre 1620 gegründet.

### 20. Jahrhundert
Bedingt durch diesen wichtigen geografischen Standortvorteil betrieb die Jugoslawische Volksarmee (JNA) dort einen militärischen Beobachtungsposten. Nach dem Zerfall Jugoslawiens wurde dieser von der Slowenischen Armee übernommen und blieb ein Zankapfel (vgl. Internationale Konflikte der Nachfolgestaaten Jugoslawiens). Nach der Entscheidung des internationalen Schiedsgerichthofes in Den Haag Ende Juni 2017 muss dieser Posten wieder an Kroatien zurückgegeben werden.

### Grenzüberschreitende Entwicklung

Interessanter Teil der Grenze im Žumberak

Im Allgemeinen kann man das slowenisch-kroatische Verhältnis an diesem Abschnitt der gemeinsamen Grenze als gut nachbarschaftlich bezeichnen. Dies gilt besonders für die slowenische Region Bela krajina. Davon zeugen viele gemischtsprachige Ehen, aber auch die grenzüberschreitende Zusammenarbeit auf kulturellem und wirtschaftlichem Gebiet. Beispielsweise gibt es auf slowenischer Seite einen Verein der Žumberaker und Freunde des Žumberak, d. h. einen Verein, der die kroatische Kultur des gemeinsamen Gebirges pflegt.

## Naturschutz und Tourismus
Auf der kroatischen Seite wurde 1999 der Naturpark Žumberak-Samoborsko gorje gegründet. Ähnliche Pläne bestehen in Slowenien. Das Gebiet besitzt viele Naturschätze wie beispielsweise Quellen (Minutnik, Gospodična, Jordan) und Bäche (Kobila, Pendirjevka, Klamfer, Sušica), einen in Europa wegen seiner Urwaldreste einzigartigen Buchenwald auf dem Trdinov vrh, Karst-Höhlen (auf slowenischer Seite Kostanjeviška jama, Studena jama, Levakova jama und Jama v Šutni, auf kroatischer Seite Jazovka), bzw. verschiedenste Pflanzen- und Tierarten. Deswegen dienen die Gorjánci als bedeutendes Naherholungsgebiet mit zahlreichen Wanderwegen insbesondere für den Raum Novo mesto und Metlika.
Wanderer besuchen auf slowenischer Seite gerne die Quelle “Gospodična”, der Heilkräfte dahingehend nachgesagt werden, dass man jünger werde, wenn man sich mit dem Wasser wäscht. Dies soll einer Sage von Janez Trdina nach einer Burgdame geschehen sein. Laut einem Bericht der Wochenzeitung „Dolenjski list“, in dem sowohl Untersuchungen des Gesundheitsamtes von Novo mesto als auch einer Schule aus Novo mesto zitiert werden, ist das Wasser nicht für den menschlichen Verzehr geeignet. Das Wasser müsse vor dem Gebrauch desinfiziert werden. Eigentlich müsste eine entsprechende Warntafel an der Quelle angebracht werden. Die Wanderhütte bei der Quelle wird durch eine eigene Quelle versorgt. Dieses Wasser wird aber von Zeit zu Zeit desinfiziert.

## Kultur
Es gibt sehr viele Sagen und Überlieferungen aus diesem Gebiet, in dem die slowenische Bevölkerung einträchtig mit den Nachfahren der Uskoken zusammenlebt. Diese Geschichten hat der slowenische Historiker und Schriftsteller Janez Trdina (1830–1905) gesammelt.